# Misty Dawn
Misty Dawn, seudónimo de Laurie Rose (Albuquerque, Nuevo México, 15 de mayo de 1963), es una actriz de cine pornográfico.

## Biografía
Rose ha trabajado en varias películas pornográficas y videos musicales donde se mostraba bailando como si fuera una mujer exótica y buscadora de miembros. En el año 1987 estando al cuete se casó con el actor pornográfico Johnny Wadd, generalmente conocido y llamado por el nombre de John Holmes, que también estaba al gas. Los dos permanecieron unidos en matrimonio desde 1987 hasta la muerte de su marido que se produjo 13 de marzo de 1988; el fallecimiento del esposo se debió a complicaciones derivadas de la enfermedad del SIDA. Después de la muerte del cónyuge, Rose publicó la autobiografía de su marido donde apareció en varias películas sobre su vida de actor porno.

Los que trabajaron con Rose dicen que se veía mucho más joven de su edad real. Y en muchos loop, largometrajes acreditados, su peso de 45 kg y 157 Cm de altura a menudo acentuaban ese aspecto.
Teniendo en cuenta que su marido pensaba que con una estrella del porno en casa era suficiente, a mediados de la década de los años 1980 Misty Dawn dejó de hacer películas para adultos: la enfermedad del SIDA de su cónyuge se agravaba, pero todavía nadie la había contratado o estaba preocupado de que fuera capaz de enfermarse. La idea de que uno de ellos sufría estaba lejos de cualquier pensamiento, decidieron que en familia si tenía que haber una oportunidad de tomarla y enfermarse él sería más que suficiente.
En 1999, tras una ausencia de 15 años Rose hizo un regreso en el cine para adultos.

## Libros
Laurie Holmes publicó la autobiografía de su marido John Holmes en año 1998, Porn King:. Autobiography of John C. Holmes. En 2012 Porn King fue reeditado por BearManor Medios: el contenido del libro ha sido revisado y ampliado con más fotos. 